# A6 (Kroatië)
De A6/B6 is een snelweg gelegen in het noorden van Kroatië. Een groot deel van de weg die tussen Rijeka en Bosiljevo loopt is echter geen officiële snelweg, maar een autoweg (poluautocesta is het Kroatisch). Slechts 10 kilometer bij Rijeka, de rondweg van Vrbovsko en een stuk bij Bosiljevo zijn als echte snelweg uitgevoerd. Het totale traject is 80,7 kilometer lang. De weg verbindt de stad Rijeka met twee andere belangrijke snelwegen in het land: de A1 en de A7.
De eigenaar van de snelweg is de "Autocesta Rijeka - Zagreb" (ARZ). Zij heft ook de tol die automobilisten voor het gebruik van deze weg moeten betalen.
A1 · A2 · A3 · A4 · A5 · A6 · A7 · A8 · A9 · A10 · A11 · A12 · A13